# أرنولد س. كوبر
أرنولد س. كوبر (بالإنجليزية: Arnold C. Cooper)‏ هو أكاديمي أمريكي، ولد في 9 مارس 1933، وتوفي في 6 ديسمبر 2012.